# Figlie di Nostra Signora Addolorata
Le Figlie di Nostra Signora Addolorata (in francese Filles de Notre-Dame des Douleurs; sigla F.N.D.D.) sono un istituto religioso femminile di diritto pontificio.

## Storia
La congregazione fu fondata a Tarbes da Marie Saint-Frai e al sacerdote Dominique Ribes: nel 1852 la Saint-Frai aveva accolto degli anziani poveri presso la sua abitazione, rendendola un ricovero, e quando Ribes divenne cappellano dell'istituto, il 28 marzo 1866 la piccola comunità di donne che lo dirigeva si trasformò in congregazione religiosa.
L'ospedale dell'Addolorata di Lourdes, fondato per accogliere i malati pellegrini al santuario mariano, fu tra le prime strutture fondate dalle suore.
L'istituto ricevette il pontificio decreto di lode il 19 dicembre 1930.

## Attività e diffusione
Le suore si dedicano all'assistenza ai malati, agli anziani poveri e abbandonati e alla propagazione della devozione all'Addolorata.
Oltre che in Francia, sono presenti in Egitto, Israele e Libano; la sede generalizia è a Tarbes.
Alla fine del 2015 l'istituto contava 55 religiose in 11 case.